# هلدینگ آرگو

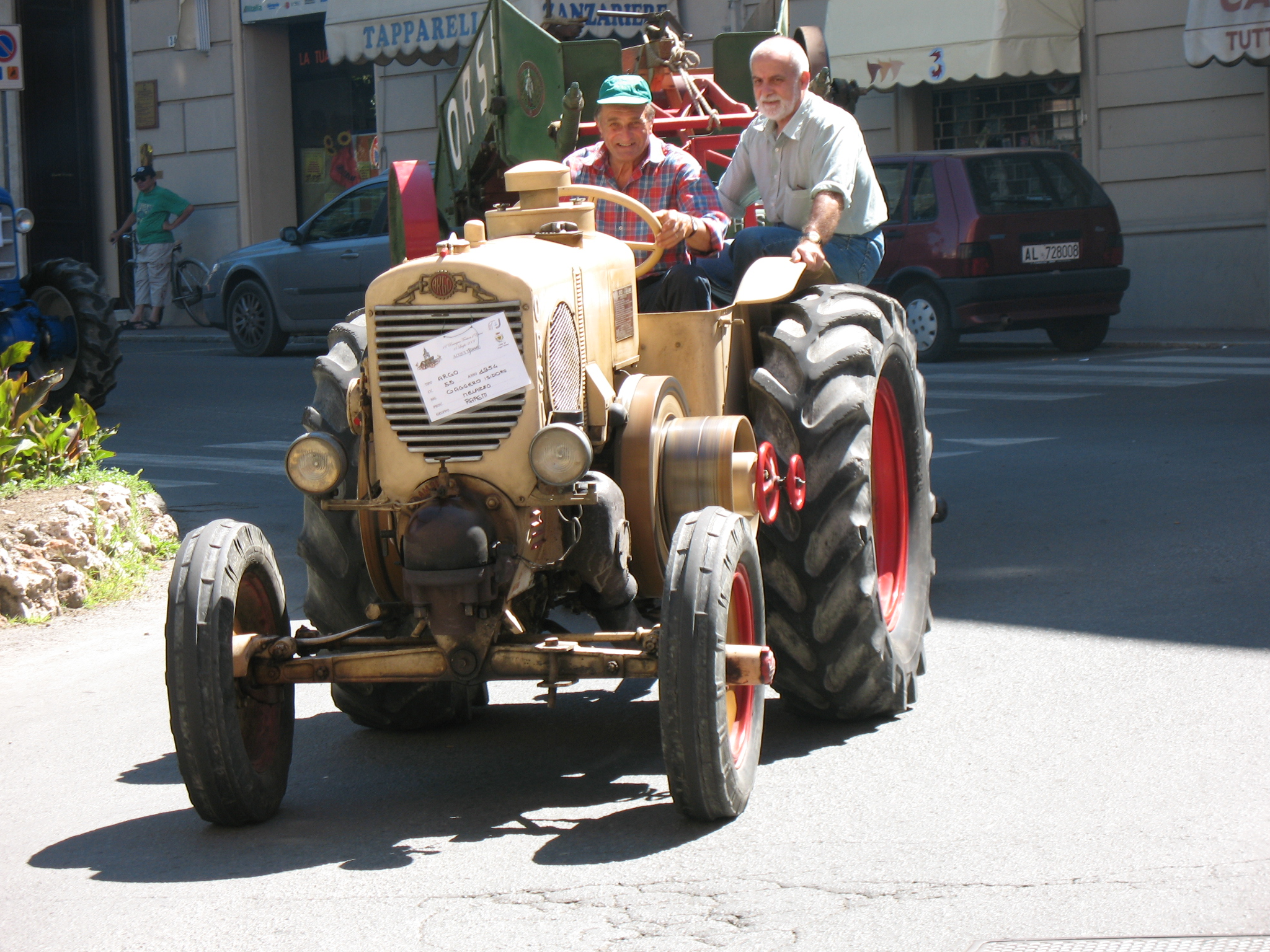
یک تراکتور کشاورزی محصولی از هلدینگ آرگو

آرگو یک شرکت هلدینگ متعلق به یک خانواده ایتالیایی به نام خانواده Morra است که تولیدکننده تجهیزات و ماشین‎آلات کشاورزی است. این هلدینگ مالک مک‌کورمِک، لاندینی و والپادانا می‌باشد. 

## برندها
- لاندینی
- مک‌کورمک
- والپادانا
- SEP
- Pegoraro